# Giro de Lombardía 2008
El Giro de Lombardía 2008, la 102.ª edición de esta clásica ciclista, se disputó el sábado 18 de octubre de 2008, con un recorrido de 242 km entre Varese y Como. Damiano Cunego consiguió su cuarta victoria de la temporada y tercera de su carrera en el Giro de Lombardía, segund consecutiva. 
Cunego atacaba dentro del gran grup cuando faltaban 15 km en el descenso del Civiglio, pudiendo resistir el intento del gran grupo de atraparlo y llegando en solitario al paseo marítimo de Como. Janez Brajkovič, del Astana finalizaba segundo a 24 segundos, seguido por Rigoberto Urán del Caisse d'Epargne.

## Clasificación final
| Posición | Ciclista          | Equipo                       | Tiempo     |
| -------- | ----------------- | ---------------------------- | ---------- |
| 1        | Damiano Cunego    | Lampre                       | 5h 37' 04" |
| 2        | Janez Brajkovič   | Astana                       | + 24"      |
| 3        | Rigoberto Urán    | Caisse d'Epargne             | m. t.      |
| 4        | Giovanni Visconti | Quick Step                   | + 33"      |
| 4        | Karsten Kroon     | Team CSC Saxo Bank           | m. t.      |
| 6        | Mauro Finetto     | CSF Group-Navigare           | m. t.      |
| 7        | Chris Horner      | Astana                       | m. t.      |
| 8        | Stefano Garzelli  | Acqua & Sapone–Caffè Mokambo | m. t.      |
| 9        | Morris Possoni    | Team Columbia                | m. t.      |
| 10       | Francesco Failli  | Acqua & Sapone–Caffè Mokambo | m. t.      |